# 杨军 (1973年)
杨军（1973年1月—），云南会泽人，汉族，中国共产党党员。中华人民共和国政治人物、第十三届全国人民代表大会云南省代表。

## 生平
2016年4月任保山市市长，2021年3月任保山市委书记。
2018年，杨军被选为云南省出席第十三届全国人民代表大会代表。
2021年5月9日，云南省纪委监委经过深入调查后公布，针对中央第八生态环境保护督察组通报的保山市治污不力，对保山市委书记杨军等7名省管干部以及12名处级干部、2名科级干部予以问责。